# 1988 في الأردن
فيما يلي قوائم الأحداث التي وقعت خلال عام 1988 في الأردن.